# Oncideres cephalotes
Oncideres cephalotes es una especie de escarabajo longicornio de la subfamilia Lamiinae. Fue descrita científicamente por Bates en 1865.
Se distribuye por Bolivia, Brasil, Guyana y Venezuela. Posee una longitud corporal de 19-31,8 milímetros. El período de vuelo de esta especie ocurre en los meses de marzo, abril, mayo, junio, julio y septiembre.